# Нагаока, Го
Го́ Нагао́ка (яп. 長岡 郷 Нагаока Го:, 23 мая 1984, Осака) — японский футболист, нападающий.

## Карьера
Нагаока начал свою футбольную карьеру в бразильском клубе «Лондрина», а затем перешёл в «Аваи» в возрасте 19 лет. Первый свой матч он сыграл против клуба «Жоинвиль» в молодёжном чемпионате штата Санта-Катарина. Также играл за итальянский клуб «Карпенедоло» и французский «Мезон-Альфор». Карьера Нагаоки получила большой толчок, когда он попал в канадский клуб «Норт-Йорк Астрос», где сыграл 22 матча, забив 5 голов. После этого он оказался в польском клубе «Пшебуй», забил один гол в матче против клуба «ОКС 1945 Ольштын». В 2010 году Нагаока перешёл в резекненский клуб «Блазма» из Латвии.
Был на просмотре в киевском клубе «Оболонь».